# دايفيد دانييلز
دايفيد دانييلز (بالإنجليزية: David Daniels)‏ (و. 1966  م) هو موسيقي، ومغني، ومغني أوبرا أمريكي، ولد في سبارتانبرغ.

## التعليم
تعلم في جامعة ميشيغان.

## روابط خارجية
- دايفيد دانييلز على موقع IMDb (الإنجليزية)
- دايفيد دانييلز على موقع الموسوعة البريطانية (الإنجليزية)
- دايفيد دانييلز على موقع ميوزك برينز (الإنجليزية)
- دايفيد دانييلز على موقع أول ميوزيك (الإنجليزية)
- دايفيد دانييلز على موقع ديسكوغز (الإنجليزية)
- دايفيد دانييلز على موقع قاعدة بيانات الفيلم (الإنجليزية)